# Paraphenice allantiferens
Paraphenice allantiferens är en insektsart som beskrevs av Van Stalle 1986. Paraphenice allantiferens ingår i släktet Paraphenice och familjen Derbidae. Inga underarter finns listade i Catalogue of Life.